# Napoleon Hill
Oliver Napoleon Hill (ur. 26 października 1883, zm. 8 listopada 1970) – amerykański pisarz, prekursor nowoczesnego rodzaju pisarstwa znanego jako literatura osobistego sukcesu. Jego najsławniejsze dzieło Think and Grow Rich (Myśl i bogać się) jest jednym z bestsellerów. Prace Hilla poświęcone były badaniu mocy własnych przekonań i ich roli w odniesieniu sukcesu w życiu. Jego słynne motto brzmi: „Co umysł ludzki potrafi wymyślić i w co uwierzy, tego potrafi także dokonać”. Hill koncentrował się na ukazywaniu jak powstają osiągnięcia i jaka jest formuła na to, aby sukces był w zasięgu przeciętnego człowieka.

## Życie i twórczość

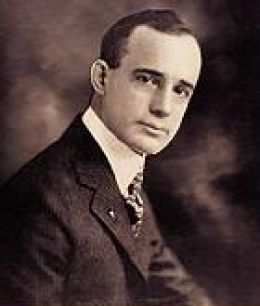
Napoleon Hill

### Dzieciństwo
Napoleon Hill urodził się w ubogiej, jednoizbowej chacie w miasteczku Pound w stanie Virginia. Jego ojciec nazywał się James Monroe Hill, a matka Sarah Sylvania (Blair). Jego dziadkowie to James Madison Hill oraz Elizabeth (Jones). Jego dziadek przybył do Stanów Zjednoczonych z Anglii i osiadł w południowo-wschodniej Virginii w 1847.
W wieku 13 lat, Napoleon Hill zaczął pisać do lokalnej prasy (najpierw w gazecie swojego ojca) pod pseudonimem "reporter z gór". Kiedy miał lat 15, ożenił się z miejscową dziewczyną, która twierdziła, że jest ojcem jej dziecka. Później jednak wycofała ten zarzut, a małżeństwo zostało odwołane.

### Wczesna kariera
Hill ukończył szkołę średnią w wieku 17 lat i wyjechał do miasta Tazewell w stanie Virginia, aby rozpocząć studia biznesowe, a rok później podjął pracę dla magnata branży węglowej Rufusa A. Ayersa. Niedługo jednak zwolnił się i przeszedł na studia prawnicze, których nie ukończył z powodu braku środków finansowych. Mimo to, posługiwał się w życiu prawniczym tytułem "Attorney of Law".
W 1907, Hill przeprowadził się do Mobile w Alabamie, gdzie założył ze wspólnikiem J.O. Acree firmę handlującą drewnem Acree-Hill Lumber Company. Firma upadła po roku, a sam Hill ukrywał się przed dłużnikami oskarżany o nieuczciwe praktyki biznesowe. W 1909, przeniósł się do Washington i założył szkołę samochodową Automobile College of Washington, która działała do 1912. W 1910, Hill ożenił się z Florence Elizabeth Horner, która właśnie skończyła miejscowe liceum. Po roku urodził się ich pierwszy syn James, rok później drugi syn Napoleon Blair, który urodził się bez małżowin usznych. Ich trzeci syn David urodził się w 1918. W 1915 Hill został dziekanem nowej uczelni George Washington Institute of Advertising w Chicago, gdzie uczył swoich zasad osiągania sukcesu i pewności siebie w biznesie. Jednak w 1918, szkoła została oskarżona o malwersacje finansowe, a sam Hill dostał nakaz aresztu. Uczelnię zamknięto.

### Filozofia Sukcesu
Według Hilla, punktem zwrotnym w jego karierze było spotkanie w 1908 z Andrew Carnegie – przemysłowcem i miliarderem, fundatorem m.in. słynnej Carnegie Hall. Hill pisał serię artykułów o sławnych ludziach i otrzymał zadanie przeprowadzenia wywiadu z Andrew Carnegie, który był jednym z najbogatszych w tamtych czasach ludzi świata. Carnegie uważał, że proces osiągania sukcesu można przedstawić w jakiejś prostej formule, którą przeciętny człowiek mógłby zastosować, aby sukces osiągnąć. Carnegie zlecił Hillowi przeprowadzenie wywiadów z ponad 500 osobami, kobietami i mężczyznami, aby odkryć tę formułę sukcesu. Za tę pracę Hill nie otrzymywał wynagrodzenia; Carnegie dostarczał mu jedynie listy polecające. Jednak dzięki niej Hill poznał i rozmawiał z plejadą najbogatszych, najpotężniejszych i najsłynniejszych ludzi swoich czasów. Nazwiska wielu z nich są znane również nam dzisiaj: Thomas Edison, Alexander Graham Bell, George Eastman, Henry Ford, Elmer Gates, John D. Rockefeller, Charles M. Schwab, F.W. Woolworth, William Wrigley Jr., John Wanamaker, William Bryan, Józef Stalin, Theodore Roosevelt, William H. Taft, Woodrow Wilson, Charles Allen Ward i Jennings Randolph. Opisy spotkań z tymi ludźmi i analizę ich drogi do sukcesu można znaleźć na stronach książek Hilla.
Zadanie to trwało ponad 20 lat, w którym to czasie Hill awansował najpierw na doradcę pana Carnegie, a następnie był rzekomo także doradcą dwóch prezydentów USA: Woodrowa Wilsona i Franklina Roosevelta. Ta ogromna praca dała w wyniku Filozofię Sukcesu – formułę dojścia „od biedy do dostatku” – opublikowaną po raz pierwszy w 1928 roku jako kurs do samodzielnej nauki zatytułowany „Prawa Sukcesu”. Była to pierwsza pozycja tego rodzaju w literaturze światowej, chociaż zdecydowanie nie ostatnia. Formułę tę Hill doskonalił i wydawał w kolejnych kursach samodzielnej nauki aż do roku 1941.
Hill uważał, że Sukces jest sprawą nadrzędną i że to właśnie jemu Amerykanie zawdzięczają dobrobyt, jakim cieszyli się przez prawie dwa stulecia. On także pierwszy przedstawił ideę „Określonego Celu Głównego” jako wyzwanie dla czytelników, ponieważ uważał, iż 98% ludzi nie ma twardych przekonań i już sam ten fakt stawia sukces poza ich zasięgiem.
Książki Hilla nadal sprzedają się w milionach egzemplarzy, co dowodzi, że współcześni Amerykanie równie żywo interesują się dojściem do sukcesu jak pokolenia przed nimi. W swoich utworach Hill poruszał wiele kontrowersyjnych tematów, jak rasizm, niewolnictwo, ucisk, porażka, rewolucja, wojna i bieda. Twierdził, że na przekór tym przeciwnościom, zadaniem każdego Amerykanina jest wytrwać, a potem odnieść sukces.

## Krytyka
Wiele fragmentów biografii Hilla budzi kontrowersje. Nie ma dowodów na to, że rzeczywiście spotkał się z Andrew Carnegie, a sam Hill zaczął tak twierdzić dopiero po jego śmierci w 1919. Pisarz David Nasaw, który napisał biografię Carnegie, "nie znalazł żadnych dowodów, że Carnegie i Hill kiedykolwiek się spotkali. Nie ma również dowodów jego spotkań z innymi sławnymi ludźmi w tym z prezydentami USA, z wyjątkiem krótkiego spotkania z Tomasem Edisonem w 1923. Według oficjalnej biografii Hilla, dokumenty które by te spotkania potwierdzały spłonęły w pożarze.
Napoleon Hill był członkiem kultu Master Metaphysicians, a zdaniem Aleksandra Posackiego odwołuje się w swojej twórczości do spirytyzmu oraz mediumizmu.

## Utwory i prace Napoleona Hilla
- miesięcznik Złota Zasada (1919-1920)
- Magiczna Drabina do Sukcesu (1930)
- Doradca prezydenta Roosevelta 1933-1936)
- Myśl i Bogać Się – nadal wydawana w kilku wersjach, sprzedana w ponad 30 mln egzemplarzy (1937)
- Jak Sprzedając Iść Przez Życie (1939)
- Jak Podnieść Sobie Pensję (1953)
- Wykłady z Filozofii Osiągnięć Osobistych z W. Clementem Stone'em I na temat Nauki Sukcesu (1952-1962)
- Sukces Poprzez Pozytywne Nastawienie Umysłowe (1960)
- Możesz Sam Wyczarować Własne Cuda – wydana pośmiertnie (1971)

## Polskie przekłady utworów Napoleona Hilla
- Myśl i bogać się
- Magiczna drabina do sukcesu
- Filozofia sukcesu
- Prawa Sukcesu
- Przechytrzyć diabła